# غذاء القطط

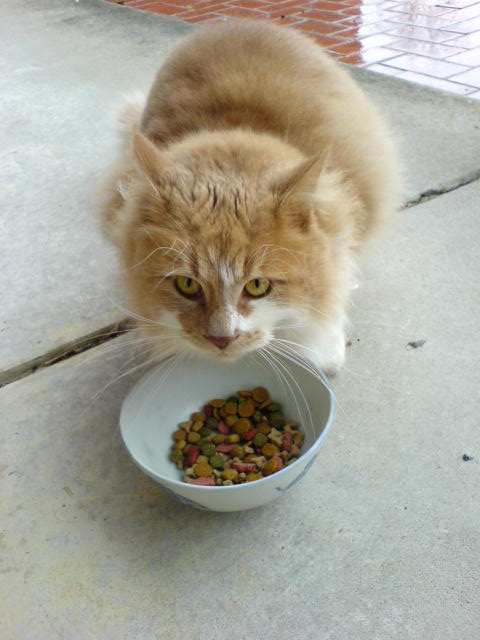
قط ياكل من حبوب غذاء القطط.

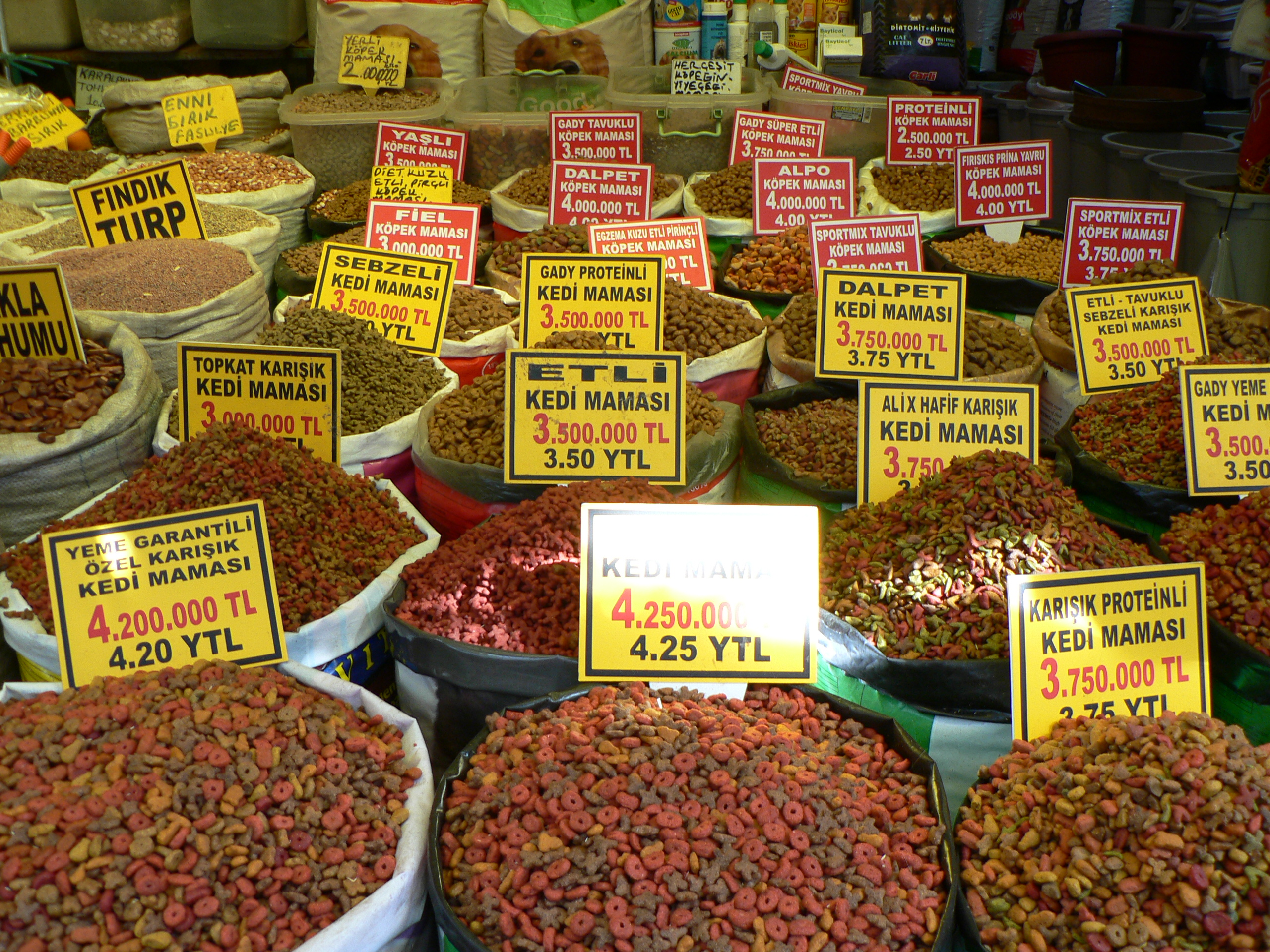
غذاء قطط للبيع في سوق الحيوانات في اسطنبول.

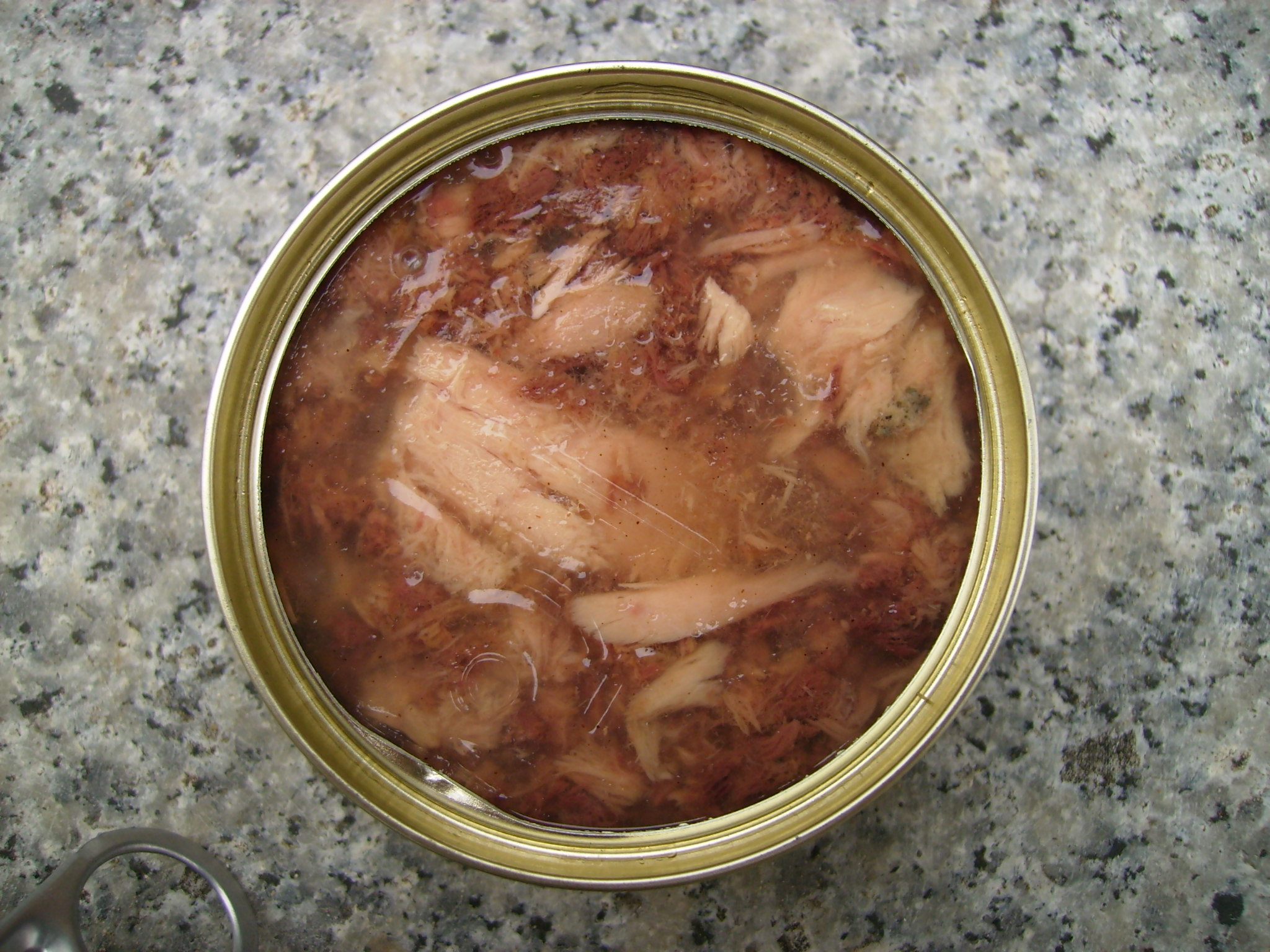
طعام قطط رطب.

 غذاء القطط هو الطعام المعد للاستهلاك من قبل القطط. كما هو الحال مع جميع الحيونات، القطط لديها متطلبات غذائية معينة من المفترض إضافتها إلى اطعمتها. هنالك عناصر غذائية معينة؛ كالعديد من الفيتامينات، والأحماض الأمينية تتحلل بفعل الحرارة، والضغط، والعلاجات الكيميائية المستخدمة خلال عملية الإنتاج، وبالتالي يجب إضافتها بعد عملية الإنتاج لتفادي نقص التغذية، الذي قد يؤدي إلى مضاعفات عديدة. فعلى سبيل المثال حمض التورين المتواجد في اللحوم، يتحلل خلال عملية الإنتاج، لذا عادة ما يضاف حمض التورين الاصطناعي بعد عملية الإنتاج، حيث أن أي نقص طويل الأمد في هذا الحمض قد يؤدي إلى انتكاس الشبكية، وفقدان البصر، والسكتة القلبية.